# Mbelebina
Mbelebina est un village du Cameroun situé dans la Région de l'Est et le département de la Kadey, à la frontière avec la République centrafricaine. Il fait partie de la commune d'Ouli.

## Population
En 1965, Mbelebina comptait 348 habitants, principalement des Baya. Lors du recensement de 2005, on y a dénombré 433 personnes.

## Infrastructures
Mbelebina dispose d'une école adventiste.